# Antal Dunai
Antal Dunai (ur. jako Antal Dujmov, 21 marca 1943 w Garze) – piłkarz węgierski grający na pozycji napastnika. W swojej karierze rozegrał 31 meczów w reprezentacji Węgier, w których strzelił 9 goli.

## Kariera klubowa
Swoją karierę piłkarską Dunai rozpoczynał w juniorach klubu Baja Bácska Posztó. Następnie przeszedł do Pécsi Dózsa i w sezonie 1961 zadebiutował w nim w pierwszej lidze. W 1965 roku odszedł do Újpesti Dózsza z Budapesztu. Grał w nim do 1976 roku. Wraz z Újpestem siedmiokrotnie był mistrzem Węgier w latach 1969, 1970, 1971, 1972, 1973, 1974 i 1975. Trzykrotnie zdobył z nim Puchar Węgier (1969, 1970, 1975). W 1969 roku wystąpił w przegranym finałowym dwumeczu Pucharu Miast Targowych z Newcastle United (0:3, 2:3). W sezonach 1967, 1968 i 1970 był królem strzelców węgierskiej ligi (strzelił w nich odpowiednio 36, 31 i 14 goli).
W 1977 roku Dunai odszedł z Újpesti Dózsza do Debreceni VSC. W latach 1979–1980 występował w klubie Chinoin, a swoją karierę kończył w 1981 roku w austriackim 1. Simmeringer SC.

## Kariera reprezentacyjna
W reprezentacji Węgier Dunai zadebiutował 25 maja 1969 roku w wygranym 2:0 meczu eliminacji do MŚ 1970 z Czechosłowacją, w którym zdobył gola. W 1972 roku zajął z Węgrami 4. miejsce na Euro 72. Na tym turnieju zagrał w dwóch meczach: półfinałowym ze Związkiem Radzieckim (0:1) i o 3. miejsce z Belgią (1:2).
W swojej karierze Dunai dwukrotnie wystąpił na letnich igrzyskach olimpijskich. W 1968 roku na igrzyskach w Meksyku zdobył złoty medal, a w 1972 roku na igrzyskach w Monachium – srebrny. Wcześniej był rezerwowym graczem na igrzyskach w Tokio w 1964. Od 1969 do 1973 roku rozegrał w kadrze narodowej 31 meczów i strzelił 9 goli.
| Mecze i gole w reprezentacji | Mecze i gole w reprezentacji | Mecze i gole w reprezentacji | Mecze i gole w reprezentacji | Mecze i gole w reprezentacji | Mecze i gole w reprezentacji | Mecze i gole w reprezentacji |
| #                            | Data                         | Stadion                      | Rywal                        | Wynik                        | Gol                          | Rozgrywki                    |
| 1969                         | 1969                         | 1969                         | 1969                         | 1969                         | 1969                         | 1969                         |
| ---------------------------- | ---------------------------- | ---------------------------- | ---------------------------- | ---------------------------- | ---------------------------- | ---------------------------- |
| 1.                           | 25.05.1969                   | Budapeszt, Węgry             | Czechosłowacja               | 2:0                          | 1                            | el. MŚ 1970                  |
| 2.                           | 08.06.1969                   | Dublin, Irlandia             | Irlandia                     | 2:1                          | 1                            | el. MŚ 1970                  |
| 3.                           | 15.06.1969                   | Kopenhaga, Dania             | Dania                        | 2:3                          | 0                            | el. MŚ 1970                  |
| 4.                           | 14.09.1969                   | Praga, Czechosłowacja        | Czechosłowacja               | 3:3                          | 1                            | el. MŚ 1970                  |
| 5.                           | 24.09.1969                   | Sztokholm, Szwecja           | Szwecja                      | 0:2                          | 0                            | towarzyski                   |
| 6.                           | 05.11.1969                   | Budapeszt, Węgry             | Irlandia                     | 4:0                          | 0                            | el. MŚ 1970                  |
| 1970                         |                              |                              |                              |                              |                              |                              |
| 7.                           | 12.04.1970                   | Belgrad, Jugosławia          | Jugosławia                   | 2:2                          | 0                            | towarzyski                   |
| 8.                           | 16.05.1970                   | Budapeszt, Węgry             | Szwecja                      | 1:2                          | 0                            | towarzyski                   |
| 9.                           | 09.09.1970                   | Norymberga, RFN              | RFN                          | 1:3                          | 0                            | towarzyski                   |
| 10.                          | 27.09.1970                   | Budapeszt, Węgry             | Austria                      | 1:1                          | 0                            | towarzyski                   |
| 1971                         |                              |                              |                              |                              |                              |                              |
| 11.                          | 21.07.1971                   | Rio de Janeiro, Brazylia     | Brazylia                     | 0:0                          | 0                            | towarzyski                   |
| 12.                          | 01.09.1971                   | Budapeszt, Węgry             | Jugosławia                   | 2:1                          | 0                            | towarzyski                   |
| 13.                          | 25.09.1971                   | Budapeszt, Węgry             | Bułgaria                     | 2:0                          | 0                            | el. ME 1972                  |
| 14.                          | 09.10.1971                   | Paryż, Francja               | Francja                      | 2:0                          | 0                            | el. ME 1972                  |
| 15.                          | 27.10.1971                   | Budapeszt, Węgry             | Norwegia                     | 4:0                          | 1                            | el. ME 1972                  |
| 16.                          | 14.11.1972                   | Gżira, Malta                 | Malta                        | 2:0                          | 0                            | el. MŚ 1974                  |
| 1972                         |                              |                              |                              |                              |                              |                              |
| 17.                          | 12.01.1972                   | Madryt, Hiszpania            | Hiszpania                    | 0:1                          | 0                            | towarzyski                   |
| 18.                          | 29.03.1972                   | Budapeszt, Węgry             | RFN                          | 0:2                          | 0                            | towarzyski                   |
| 19.                          | 29.04.1972                   | Budapeszt, Węgry             | Rumunia                      | 1:1                          | 0                            | el. ME 1972                  |
| 20.                          | 06.05.1972                   | Budapeszt, Węgry             | Malta                        | 3:0                          | 0                            | el. MŚ 1974                  |
| 21.                          | 14.05.1972                   | Bukareszt, Rumunia           | Rumunia                      | 2:2                          | 0                            | el. ME 1972                  |
| 22.                          | 25.05.1972                   | Sztokholm, Szwecja           | Szwecja                      | 0:0                          | 0                            | el. MŚ 1974                  |
| 23.                          | 14.06.1972                   | Bruksela, Belgia             | ZSRR                         | 0:1                          | 0                            | ME 1972                      |
| 24.                          | 17.06.1972                   | Liège, Belgia                | Belgia                       | 1:2                          | 0                            | ME 1972                      |
| 25.                          | 27.08.1972                   | Norymberga, RFN              | Iran                         | 5:0                          | 3                            | IO 1972                      |
| 26.                          | 31.08.1972                   | Augsburg, RFN                | Dania                        | 2:0                          | 0                            | IO 1972                      |
| 27.                          | 03.09.1972                   | Pasawa, RFN                  | NRD                          | 2:0                          | 1                            | IO 1972                      |
| 28.                          | 10.09.1972                   | Monachium, RFN               | Polska                       | 1:2                          | 0                            | IO 1972                      |
| 29.                          | 15.10.1972                   | Wiedeń, Austria              | Austria                      | 2:2                          | 1                            | el. MŚ 1974                  |
| 1973                         |                              |                              |                              |                              |                              |                              |
| 30.                          | 29.04.1973                   | Budapeszt, Węgry             | Austria                      | 2:2                          | 0                            | el. MŚ 1974                  |
| 31.                          | 16.05.1973                   | Karl-Marx-Stadt, NRD         | NRD                          | 1:2                          | 0                            | towarzyski                   |

## Kariera trenerska
Po zakończeniu kariery piłkarskiej Dunai został trenerem. Prowadził takie zespoły jak: Xerez CD, Real Betis, CD Castellón, Zalaegerszegi TE, Real Murcia, Levante UD, Veszprémi SE, olimpijska kadra Węgier i Debreceni VSC.